# Rhopalodinopsis capensis
Rhopalodinopsis capensis is een zeekomkommer uit de familie Rhopalodinidae.
De wetenschappelijke naam van de soort werd in 1937 gepubliceerd door Svend Geisler Heding.